# Threes!
《Threes!》（又译作）是由Sirvo開發的益智游戏，於2014年發行。該作由阿舍·佛瑪設計，葛瑞格·沃文德繪圖，吉米·辛森作曲。該作於iOS首發，後移植到Android、Xbox One、Windows Phone等平台。玩家於16宮格滑動寫有數字的長方塊，使其以加法運算將數字合成為三的倍數，遊戲會於玩家無法移動數字塊時結束，其得分基於格子上的方塊。該作的首個原型僅費時一晚完成，但開發團隊花費半年以上在視覺主題方面迭代此設計。該作的開發歷時14個月，最終回到極簡主義設計與數字視覺主題。
該作廣受媒體讚譽，評論員認為該作「使人着迷」且「易上癮」，並與《Drop7》、《Stickets》、《Triple Town》等遊戲相比。Eurogamer和TouchArcade的評論員為該作打出滿分，後者稱該作距「完美手機遊戲」近在咫尺。於該作發行後的幾週內，有些開發者發行了非常相似的遊戲，其中包括較為知名的《2048》。該作曾獲2014年蘋果設計大獎和蘋果公司的2014年最佳iPhone遊戲。

## 玩法

遊戲官方宣傳片，展示了該作的方塊滑動玩法

《Threes!》是一款益智游戏。玩家透過於16宮格滑動寫有數字的長方塊，使其以加法運算將數字合成為三的倍數。例如「1」和「2」會合成寫有「3」的方塊，兩個「3」方塊會合成「6」方塊，兩個「6」方塊會合成「12」方塊等。玩家可於上下左右共四個方向滑動螢幕，滑動後會將所有方塊向該方向移動一格，並會放入一個新方塊。下個新方塊的顏色會顯示於螢幕上。若玩家於滑動時將手指停留在螢幕上，即可預覽下一步動作。每種方塊都會有獨特的音效，而在第一次解鎖新的數字方塊時，會於螢幕中央彈出介紹該方塊的敘述。
該作一局的遊玩時間通常會有數分鐘，於玩家無法再移動數字方塊時結束。一局遊戲結束時不會出現遊戲結束畫面，但會根據格子上的方塊計算得分，而目標是盡可能獲得高分。玩家可以於遊戲內查看先前局數的得分，並於Game Center向好友發起挑戰。玩家以兩個「6144」方塊合成「△」方塊即可通關，當出現此方塊時，該局遊戲會立即結束並計算得分。

## 開發與發行
《Threes!》由設計師阿舍·佛瑪構思，他與藝術家瑞格·沃文德和作曲家吉米·辛森合作開發。三人（合稱Sirvo）曾合作開發2012年文字遊戲《Puzzlejuice》。沃文德曾參與開發《Ridiculous Fishing》、《Hundreds》等遊戲。《Threes!》的開發在《Ridiculous Fishing》於2013年3月發行前就已開始製作。佛瑪提出了一個與最終方案相差無幾的想法：以三的倍數配對方塊。他提到《Drop7》給了他靈感，於製作《Threes!》前曾玩過該作兩年。首個《Threes!》原型費時一晚完成。於該作14個月的開發歷程，沃文德和辛森在佛瑪協助下開發，當中有半年以上都在迭代這個主要想法。
部分設計迭代包括無數字視覺主題和新遊戲機制（如會吃方塊的怪物、阻礙行動的牆等）。《Threes!》的早期設計並不偏重於極簡主義，沃文德和辛森認為遊戲需要看起來稍加複雜才能吸引玩家。沃文德曾向佛瑪提供以寿司、國際象棋、動物、起司濃湯、軍階、氫原子、印花等主題的方塊。佛瑪提到這些設計使遊戲看起來「笨重且不自然」，而他總是更喜歡修改設計前的遊戲。此時他們接到了遊戲設計師扎克·盖奇的電話，他鼓勵他們從嘗試增加複雜性的探索回頭。遊戲的最終版本重回原先的數字視覺主題。沃文德於回顧時提到遊戲「一直想變得簡單」。他表示玩家看見數字時就會想到數學，但數字只是視覺主題，實際上該作與空間關係較有關聯。

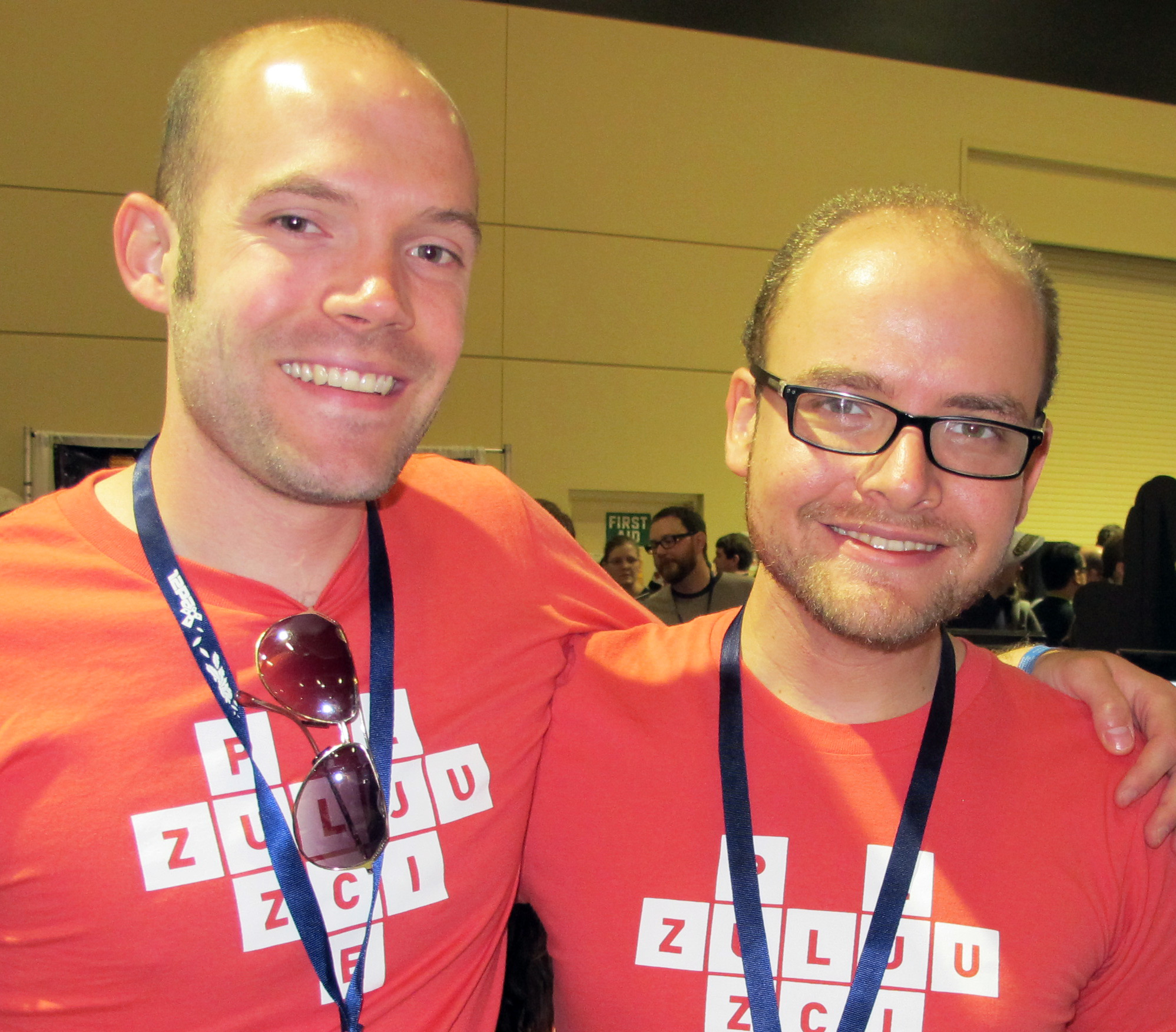
沃文德（左）和佛瑪（右），攝於2012年PAX遊戲展

回到原先「以三的倍數配對方塊」的想法後，三人根據先前的試錯，制定了遊戲最終的開發決策。最終版本沿用了「有性格」的方塊，此種方塊有臉部，而兩兩配對時會展現表情。例如「384」方塊為海盜性格，它有大牙和海盜的眼罩。沃文德提到方塊的性格隨數值大小而成長。臉部位於方塊側面的想法由先前的設計迭代繼承，方塊音效則由獨立遊戲開發者提供。沃文德認為開發過程「艱難和令人沮喪，有時很難看出這是否值得」。佛瑪提到之前於thatgamecompany工作時的經驗對該作的開發有所幫助。
該作的iOS版本由Sirvo於2014年2月6日發行，由獨立開發者Hidden Variable Studios移植的Android版本於3月12日發行。Sirvo決定先發行iOS版本，因為於Android版本的測試難度較高。Hidden Variable Studios於微軟2014年電子娛樂展記者會宣布將推出該作的Xbox One版本，並於12月5日發行。該版本支援主機的「Snap模式」（在開啟其他應用程式時於畫面角落繼續遊玩），並增加線上排行榜和使用暗色調方塊的「夜晚模式」。Sirvo於2015年4月27日發行Windows Phone版本，12月18日發行可於瀏覽器遊玩的版本，其中瀏覽器版本不含廣告。於發行後的資訊圖表中，Sirvo表示儘管當初設計的遊玩時間為10分鐘，但玩家實際的平均遊玩時間為20分鐘。
- 小數字、霓虹色和有圖案的方塊
- 壽司主題的方塊
- 怪物主題的方塊
- 大數字的紅白藍三色方塊
- 最終版本，方塊側面有扁平的臉

## 反响
根據評論聚合網站Metacritic，《Threes!》廣受媒體讚譽。Eurogamer和TouchArcade的評論員為該作打出滿分，後者稱該作距「完美手機遊戲」近在咫尺。該作於2014年独立游戏节「優秀設計獎」類別中獲頒榮譽獎。該作於發行後不久即登上蘋果App Store付費應用程式榜首。Re/code報導稱該作主宰了排行榜，成為App Store上銷量最高的25款應用程式之一。該作也獲得2014年苹果设计大奖，並被蘋果公司評為2014年最佳iPhone遊戲。評論員認為該作「使人着迷」且「易上癮」。他們將該作與《Drop7》的運氣因素、《Stickets》的挑戰性和《Triple Town》的「合成並消除」（match-by-combining）玩法相比較。評論員也讚賞了該作簡單的玩法教學，並指出該作中「專注合成大數值的方塊」與「觀察格子整體情況」形成對比。
Polygon的本·库彻拉認為該作是出色的小型益智遊戲，並談論了設計如該作般既易懂又具極簡風格遊戲的難度。Game Informer的丹·瑞克特認為該作具有成功手機遊戲的所有特質：遊玩時間短、易學、難精通、可制定策略和試錯、玩法適合觸控式螢幕。他提到該作的樂趣在於為取得更高分而漸進式調整遊玩策略。Ars Technica的凱爾·奧蘭表示他希望該作、《Drop7》和《Super Hexagon》陪伴他共度餘生。《节奏地牢》設計師瑞安·克拉克稱該作是他玩過的最佳iPhone遊戲。

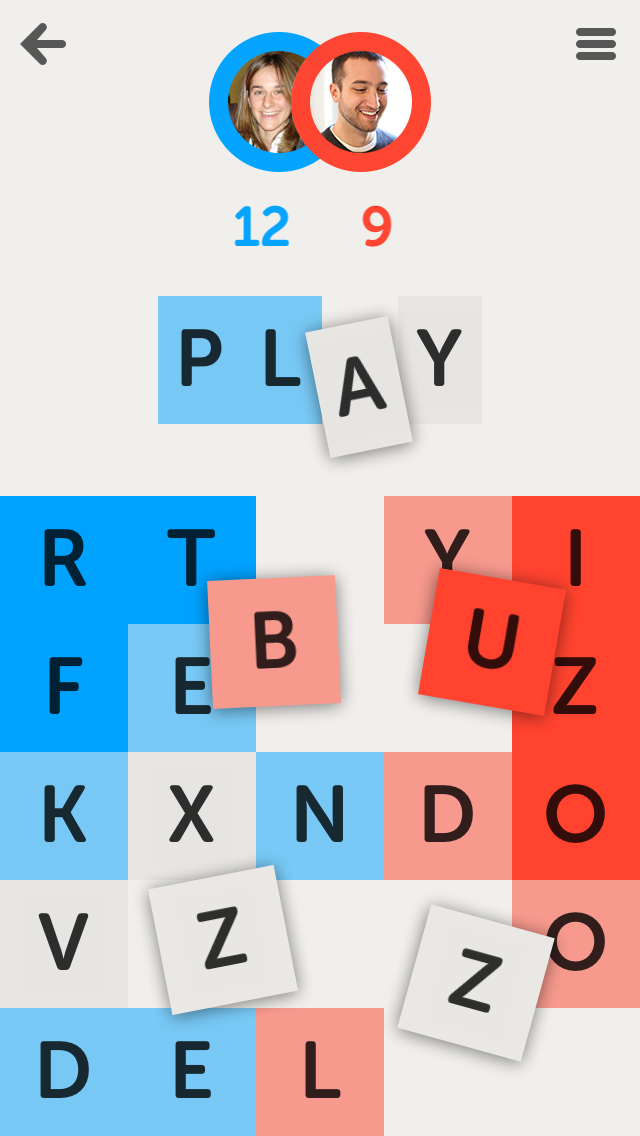
有2位評論家於介紹該作的風格時提及2012年遊戲《Letterpress》

Eurogamer的馬克·索雷爾將該作「令人反感且極度平庸」的美學比喻為一家時髦的餐廳，它餐點美味但卻散發著自鳴得意的氛圍。他指出該作的原聲帶過於「異想天開」，而美術風格與2012年遊戲《Letterpress》極度相似，但稱讚了該作的遊戲機制。TouchArcade將該作的數字疊加機制與回合制Roguelike遊戲《Hoplite》相比，The Verge的安德鲁·韦伯斯特就該作的上癮機制與數獨相比，風格方面與《Letterpress》和《Spelltower》相比。CNET的尼克·斯塔特認為該作有《俄羅斯方塊》的美感和《Dots》的視覺吸引力。他認為該作旨在使玩家進入專注和自我意識的狀態，是「流動」設計原則發揮作用的例子。Re/code的艾瑞克·強生稱該作是數獨、《Dots》和《塞車時間》的後代。Pocket Gamer的马克·布朗認為該作的隨機性使其玩起來有趣，模擬器MAME開發者尼古拉·萨尔莫里亚撰寫了用於遊玩該作的人工智能程式。
《Edge》提到儘管該作的「魅力和製作」會使玩家回味無窮，但會對缺乏其他玩法感到有點不實在。此外還認為該作的原聲帶歡快且難以忘懷，有種「獨立浪漫喜剧感」。TouchArcade表示原聲帶與遊戲完美契合，並建議於遊玩時開啟聲音，以聽到不同方塊的音效。CNET認為音樂有些重複，但方塊音效於沒有背景音樂的情況下會令人毛骨悚然。《Paste》的加勒特·馬丁認為原聲帶受創作歌手乔恩·布里翁影響，並影射了的早期電影。馬丁將該作與《Hundreds》相比，稱該作就像「獨特的美國表親」，而《Hundreds》像「歐洲藝術電影」。他表示《Threes!》於本質上更加異想天開，並將伊恩·博格斯特於《大西洋》稱電子遊戲是「高级訂製服装……設計品」的說法拓展至《Threes!》。

## 後續

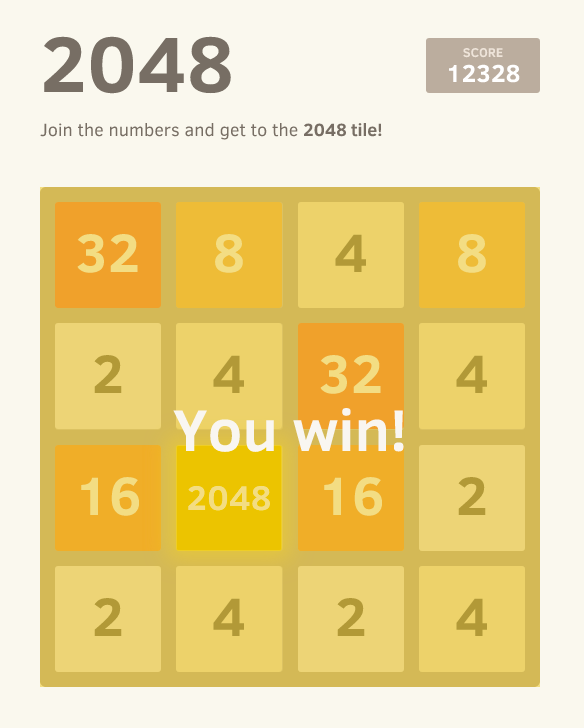
《2048》遊玩畫面，圖中展示了一局已通關的遊戲

於《Threes!》發行後的幾週內，有些開發者發行了與該作非常相似的遊戲，其中包括可於瀏覽器遊玩的版本、適用於Android的遊戲《Fives》和iPhone遊戲《1024》等。《1024》以「無需為《Threes!》付費」為標語，隨後發行瀏覽器版本。2014年3月，《1024》的仿製品：瀏覽器遊戲《2048》發行。《2048》於發行後不久爆紅，隨之出現數十個模仿者。
《Threes!》開發團隊對這些版本的爆紅（尤其是沒有將他們的遊戲標註為創意來源的版本）感到不解，他們表示「《Threes》（原文如此）是《2048》出現的原因」。他們於遊戲官網發表45,000字的聲明，其中闡述了他們14個月的開發歷程，並批評《2048》的遊戲設計，將其比作《指挥官基恩系列》，而他們的遊戲則像《超级马力欧兄弟》。Gamasutra的利·亚历山大稱此種情況為「獨特的悲劇」。佛瑪曾試圖於線上商店下架這些仿製品，但最終接受遊戲被仿製的事實，為此他堅決表示他未來的遊戲不會有同樣的下場。

Eurogamer於2020年將《Threes!》列為此世代十大遊戲第9名，Tom's 硬體指南將該作列為2010年代30大遊戲第26名。

## 外部連結
- 官方网站 （英文）